# Langeraarsche Plassen

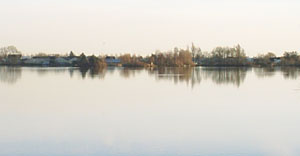
De Langeraarsche plassen, gezien vanaf het dorp Langeraar

De Langeraarsche Plassen zijn een gebied met laagveenplassen in het noordoosten van de Nederlandse provincie Zuid-Holland in de gemeente Nieuwkoop, tussen de dorpen Langeraar en Papenveer en westelijk van Nieuwveen. De plassen liggen nabij het Aarkanaal, maar zijn geïsoleerd van andere grote wateren.
Het gebied is in totaal ca. 175 ha groot.
Er zijn drie plassen, slechts gescheiden door oude veenkades. De Zuidplas (ca. 65 ha) en een deel van de Noordplas (ook ca. 65 ha, plaatselijk ook Oostplas genoemd) grenzen direct aan de bebouwde kom van Langeraar zowel als het glastuinbouwgebied rond Papenveer. De Geerpolder Plas of Geerplas (ca. 35 ha, eigendom van Staatsbosbeheer) ligt in een meer open agrarisch gebied bij het dorp Bilderdam met naar het oosten een venig graslandengebied met weidevogels.

## Geschiedenis
De plassen zijn ontstaan in de 16e eeuw door turfwinning uit een uitgestrekt laaggelegen veengebied. Daarbij speelde de nabijheid van en een goede vaarverbinding met de stad Amsterdam (de Drecht) een grote rol. Anders dat veel andere veenderijen in de omgeving werd het echter nooit drooggelegd, mogelijk vanwege de kleinschaligheid van het gebied. Merkwaardig is, dat het veen onder het dorp Papenveer (en trouwens heel de omgeving van de veenriviertjes zoals Drecht en Aarkanaal) niet werd verveend vanwege de minder geschikte samenstelling van de bodem.
Aanvankelijk kende het gebied een afwisseling van trekgaten en legakkers, eilandjes, bossen, moerassen en trilvenen. In de Geerpolderplas is van dat alles nog wel iets terug te vinden, maar in de Noord- en Zuidplassen hebben wind en golfslag maar weinig variatie meer overgelaten.

## Terrein
Veruit het grootste deel van de Langeraarsche plassen bestaat uit open water met diepten van gemiddeld ca. 190 cm. Naast open water komen in de Langeraarsche plassen ook moerasbossen voor (zowel het strikte bosreservaat als hak- en 
griendhout).
De oevers van de Zuid- en Noordplas zijn thans voor het grootste deel bebouwd of bestaan uit tuinbouwgebied, hoewel ook wel enkele smalle stroken met boomgroei voorkomen. In de zuid- en noordplas komen geen legakkers en weinig eilandjes meer voor, in de Geerpolder echter zijn nog resten van oude legakkers –vaak met bos begroeid- en moerassen overgebleven.

## Flora en fauna
De voedselrijke plassen trekken grote aantallen watervogels aan, zoals smient, tafeleend en wintertaling. Een stuk oud opgaand moerasbos in het noordelijke stuk van de Geerpolder staat bekend als bijzonder vogelrijk. Er komen grote kolonies voor van blauwe reiger en aalscholver naast ransuil en boomvalk.
Kikkers en padden zijn talrijk, daaronder komt ook de zeldzame rugstreeppad voor. Zoogdieren zijn onder meer de bunzing, het hermelijn, de Noorse woelmuis en een groot aantal vleermuizensoorten.
In moeraspercelen bij de Geerpolder kwamen tot voor kort op de legakkers en trilveenrestanten nog enkele bijzondere soorten voor zoals de rietorchis, blauwe zegge en zonnedauw.

## Beheer
Het verantwoordelijke waterschap, het Hoogheemraadschap Rijnland, heeft plannen ontwikkeld om grote delen van het oeverland natuurvriendelijk te gaan herinrichten, met name aan de kant van Papenveer, het Kerkpad en de kades aan noord en zuidzijde. Er wordt een vispassage ingericht voor trekvissen zoals de paling. Het peil in de Hollandse plassengebieden heeft sterk de neiging in de zomer enkele decimeters te zakken, hetgeen problemen met zich kan meebrengen voor de landbouw. Het inlaten van (alkalisch) buitenwater heeft echter grote bezwaren voor de waterkwaliteit. Daarom worden maatregelen genomen om een grotere peilfluctuatie mogelijk te maken, ook past men sluizen aan om te voorkomen dat er te veel buitenwater in het gebied doordringt.

### Waterkwaliteit
De waterkwaliteit in de Langeraarsche plassen schiet ernstig tekort. Het water is overmatig voedselrijk en troebel, en er komt veel algenbloei voor.
In de hoop de waterkwaliteit te verbeteren heeft men begin jaren 90 een aantal maatregelen uitgevoerd zoals uitbaggeren van de vervuilde bodem, het weren van vervuild water uit de omgeving en het inlaten van gedefosfateerd buitenwater uit het Aarkanaal. Aanvankelijk leek deze aanpak goede resultaten op te leveren, later bleek het effect averechts. De inlaat van alkalisch (kalkrijk) buitenwater in een van nature zuur veengebied veroorzaakte 'veenrot': kalk breekt veen af. Het uitbaggeren legde het veen bloot. Daardoor kwamen op den duur juist grote hoeveelheden fosfaten en andere (ongewenste) voedingsstoffen vrij ('interne eutrofiëring'). Hoewel het lang niet altijd zo hoeft te lopen (in de Nieuwkoopse Plassen bijvoorbeeld ging het aanzienlijk beter), heeft in dit geval de versterkte interne eutrofiëring de positieve effecten van allerlei maatregelen tenietgedaan.
Ook de extreme groei van blauwalgen werd teruggevoerd op het inlaten van 'gebiedsvreemd water'. Vanwege de blauwalg wordt zwemmen in dit gebied afgeraden.
Door de matig tot slechte waterkwaliteit is het water troebel geworden en biologisch gezien aanzienlijk verarmd. Sommige vissen, met name de brasem, specialiseren zich echter juist in dit soort wateren en doen het uitstekend, tot tevredenheid van zowel sportvissers als visetende vogels.

## Toegang en recreatie
De Langeraarsche plassen zijn vanaf het buitenwater (Aarkanaal) alleen bereikbaar via de schutsluis en de keersloot in Papenveer. Toch wordt er op de plassen druk gezeild, gesurft en gevist. In Langeraar zijn roei- en motorbootjes te huur en er is ook een Surfclub gevestigd. Ook zijn de plassen populair bij sportvissers, onder meer omdat de Brasem er flinke afmetingen weet te bereiken. In strenge winters worden er schaatstochten georganiseerd. Vroeger werd er veel gezwommen in de plassen, maar de provincie Zuid-Holland heeft de laatste jaren herhaaldelijk een negatief zwemadvies afgegeven voor de Langeraarsche plassen.

## Externe bron
- Michielsen, B., L. Lamers & F. Smolders (2007): Interne eutrofiëring van veenplassen belangrijker dan voorheen erkend? H2O 8: 51-54. [dode link]